# Mistrzostwa NCAA Division I w Zapasach w 1967
Mistrzostwa NCAA Division I w zapasach rozgrywane były w Kent w dniach 23–25 marca 1967 roku. Zawody odbyły się w Memorial Gym, na terenie Kent State University.
- Outstanding Wrestler – Rick Sanders

## Wyniki

### Drużynowo
| Kolejność | Szkoła                    | Zespół     |
| --------- | ------------------------- | ---------- |
| 1.        | Michigan State University | Spartans   |
| 2.        | University of Michigan    | Wolverines |
| 3.        | Iowa State University     | Cyclones   |
| 4.        | University of Oklahoma    | Sooners    |
| 5.        | Portland State University | Vikings    |
| 6.        | Oklahoma State University | Cowboys    |

### All American

#### 115 lb
| Lp. | Zawodnik     | Szkoła           |
| --- | ------------ | ---------------- |
| 1.  | Rick Sanders | Portland State   |
| 2.  | Jim Anderson | Minnesota        |
| 3.  | Glenn McMinn | Arizona State    |
| 4.  | Ray Sanchez  | Wyoming          |
| 5.  | Dell Rhodes  | Colorado Boulder |
| 6.  | Ron Iwasaki  | Oregon State     |

#### 123 lb
| Lp. | Zawodnik     | Szkoła        |
| --- | ------------ | ------------- |
| 1.  | Mike Caruso  | Lehigh        |
| 2.  | Bob Fehrs    | Michigan      |
| 3.  | Gary Burger  | Navy          |
| 4.  | Gary Wallman | Iowa State    |
| 5.  | Ted Parker   | Indiana State |
| 6.  | Bill DeSario | SUNY Cortland |

#### 130 lb
| Lp. | Zawodnik      | Szkoła         |
| --- | ------------- | -------------- |
| 1.  | David McGuire | Oklahoma       |
| 2.  | Don Behm      | Michigan State |
| 3.  | Joe Peritore  | Lehigh         |
| 4.  | Jim Hanson    | Colorado       |
| 5.  | Tim McCall    | Indiana        |
| 6.  | John Hansen   | Iowa State     |

#### 137 lb
| Lp. | Zawodnik        | Szkoła          |
| --- | --------------- | --------------- |
| 1.  | Dale Anderson   | Michigan State  |
| 2.  | Masaru Yatabe   | Portland State  |
| 3.  | Gene Davis      | Oklahoma State  |
| 4.  | Russ McAdams    | Brigham Young   |
| 5.  | Don New         | Cornell         |
| 6.  | Rick Stuyvesant | Minnesota State |

#### 145 lb
| Lp. | Zawodnik          | Szkoła         |
| --- | ----------------- | -------------- |
| 1.  | Don Henderson     | Air Force      |
| 2.  | Mike Gluck        | Wisconsin      |
| 3.  | Dale Bahr         | Iowa State     |
| 4.  | Jim Rogers        | Oklahoma State |
| 5.  | Pete Vanderlofske | Navy           |
| 6.  | Dale Carr         | Michigan State |

#### 152 lb
| Lp. | Zawodnik         | Szkoła         |
| --- | ---------------- | -------------- |
| 1.  | Jim Kamman       | Michigan       |
| 2.  | Wayne Wells      | Oklahoma       |
| 3.  | Clarence Seal    | Portland State |
| 4.  | Len Borchers     | Stanford       |
| 5.  | James Tanniehill | Winona State   |
| 6.  | Phil McCartney   | Toledo         |

#### 160 lb
| Lp. | Zawodnik     | Szkoła         |
| --- | ------------ | -------------- |
| 1.  | Vic Marucci  | Iowa State     |
| 2.  | Cleo McGlory | Oklahoma       |
| 3.  | Lee Ehler    | California     |
| 4.  | Fred Stehman | Michigan       |
| 5.  | John Kent    | Navy           |
| 6.  | Jerry Stone  | Oklahoma State |

#### 167 lb
| Lp. | Zawodnik       | Szkoła           |
| --- | -------------- | ---------------- |
| 1.  | George Radman  | Michigan State   |
| 2.  | Mike Gallego   | Fresno State     |
| 3.  | Pete Cornell   | Michigan         |
| 4.  | Jeff Smith     | Oregon State     |
| 5.  | Fred Fairbanks | Washington State |
| 6.  | Don Miller     | Wyoming          |

#### 177 lb
| Lp. | Zawodnik     | Szkoła            |
| --- | ------------ | ----------------- |
| 1.  | Fred Fozzard | Oklahoma State    |
| 2.  | Mike Bradley | Michigan State    |
| 3.  | Gary Cook    | East Stroudsburg  |
| 4.  | Jim Harter   | Army              |
| 5.  | Al Bulow     | Southern Illinois |
| 6.  | Dave Mucka   | Moravian          |

#### 191 lb
| Lp. | Zawodnik        | Szkoła         |
| --- | --------------- | -------------- |
| 1.  | Tom Schlendorf  | Syracuse       |
| 2.  | Don Buzzard     | Iowa State     |
| 3.  | Jack Zindel     | Michigan State |
| 4.  | Terry Crenshaw  | Stanford       |
| 5.  | Willie Williams | Illinois State |
| 6.  | Don Parker      | Northern Iowa  |

#### Open
| Lp. | Zawodnik          | Szkoła         |
| --- | ----------------- | -------------- |
| 1.  | Curley Culp       | Arizona State  |
| 2.  | Nick Carollo      | Adams State    |
| 3.  | Dave Porter       | Michigan       |
| 4.  | Jeff Richardson   | Michigan State |
| 5.  | Tom Beeson        | Western State  |
| 6.  | Granville Liggins | Oklahoma       |